# Felipe Rosas Sánchez
Felipe Rosas Sánchez (5 de febrer de 1910 - 17 de juny de 1986) fou un futbolista mexicà.

## Selecció de Mèxic
Va formar part de l'equip mexicà a la Copa del Món de 1930.